# 和田依子
和田 依子（わだ よりこ）は、日本の漫画家。
2007年、アフタヌーン四季賞秋のコンテストに「山本兄弟物語」で準入選。同冬のコンテストで「道」「海へ来る理由」の2作が四季大賞となりデビュー。講談社「月刊アフタヌーン」で連載を重ねた後、活躍の場を女性向けWeb媒体に移す。
2023年、『親友は悪女』がBSテレビ東京にてテレビドラマ化された。

## 作品リスト
- 『バーサス！』講談社〈アフタヌーンKC〉、2009年4月23日発売[2]、ISBN 978-4-06-314565-6（『月刊アフタヌーン』2009年2月号 - 5月号）
- 『少年式少女』講談社〈アフタヌーンKC〉全2巻（『月刊アフタヌーン』2009年10月号[3] - 2010年12月号）
  1. 2010年3月23日発売[4]、ISBN 978-4-06-310648-0
  2. 2010年11月22日発売[5]、ISBN 978-4-06-310710-4
- 『サバサバ嫁とモテ系姑～お義母様ったら老眼でしたか～』（『コミックなにとぞ』2018年）
- 『クラウゼウィッチーズ』（原作：巌百合彦、2018年[6]）
- 『すぐ泣く女に機関銃』（『恋するソワレ』2019年）
- 『親友は悪女』小学館〈ビッグコミックスペーパーバックコレクション〉全2巻（『コミックなにとぞ』2019年 - 2020年[7]）
  - （上巻）2022年12月28日発売[8]、ISBN 978-4-09-861553-7
  - （下巻）2022年12月28日発売[9]、ISBN 978-4-09-861554-4